# Třtí (Sychrov)
Třtí (německy Wetterstein) je malá vesnice, část obce Sychrov v okrese Liberec. Nachází se asi dva kilometry severozápadně od Sychrova. Třtí leží v katastrálním území Radostín u Sychrova o výměře 6,5 km².

## Historie
První písemná zmínka o vesnici pochází z roku 1379.

## Pamětihodnosti
- Památkově chráněný sloup se sochou Panny Marie na návsi